# 罗伯特·德特韦勒
罗伯特·德特韦勒（英語：Robert Detweiler，1930年7月20日—2003年12月8日），男，美国科学家、前赛艇运动员。他曾代表美国参加1952年夏季奥林匹克运动会赛艇比赛，获得男子八人单桨有舵手金牌。